# Госсау (Цюрих)
Госсау (нем. Gossau ZH) — коммуна в Швейцарии, в кантоне Цюрих.
Входит в состав округа Хинвиль. Население составляет 9178 человек (на 31 декабря 2007 года). Официальный код — 0115.